# 角倉了以

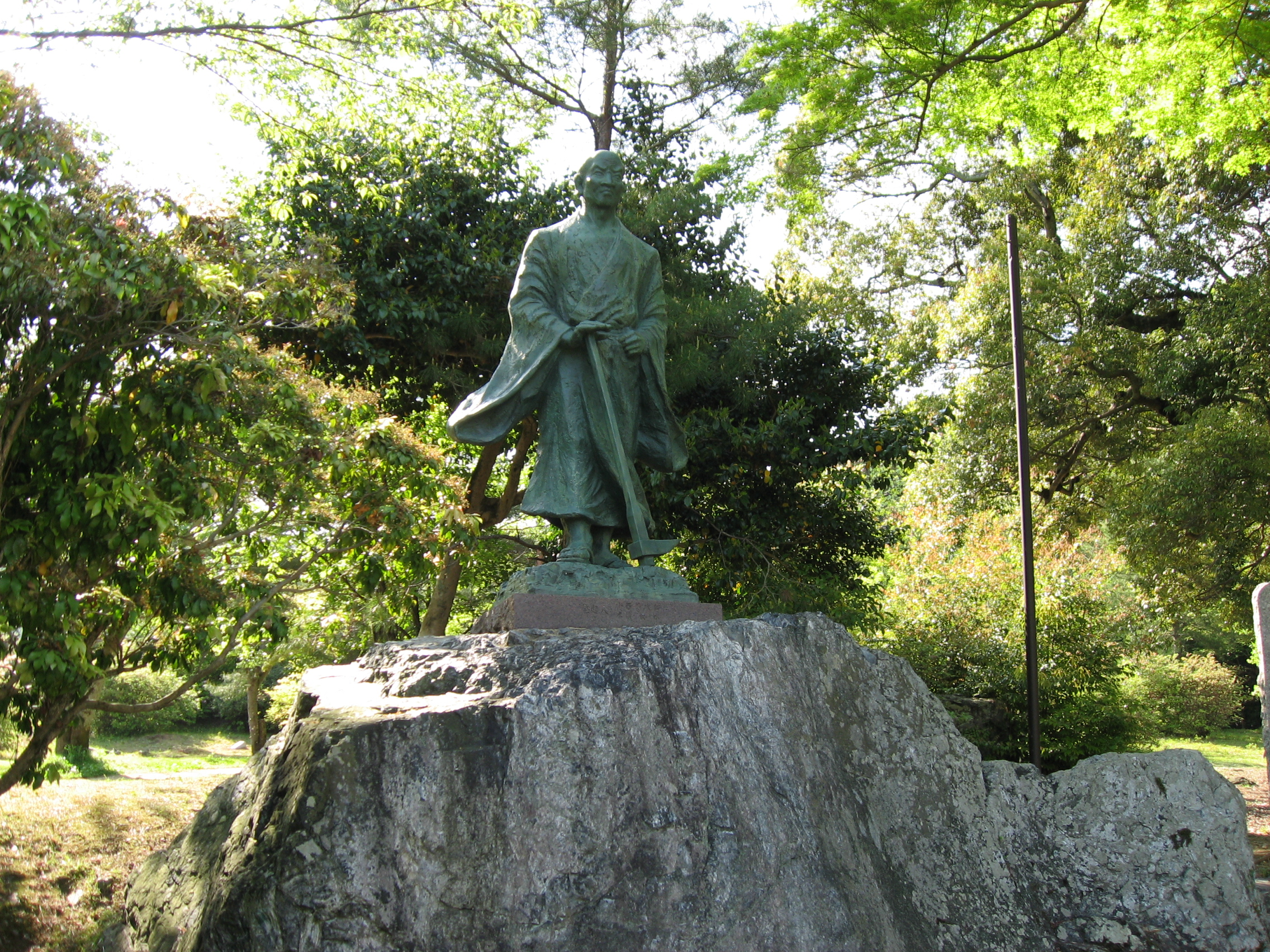
角倉了以像

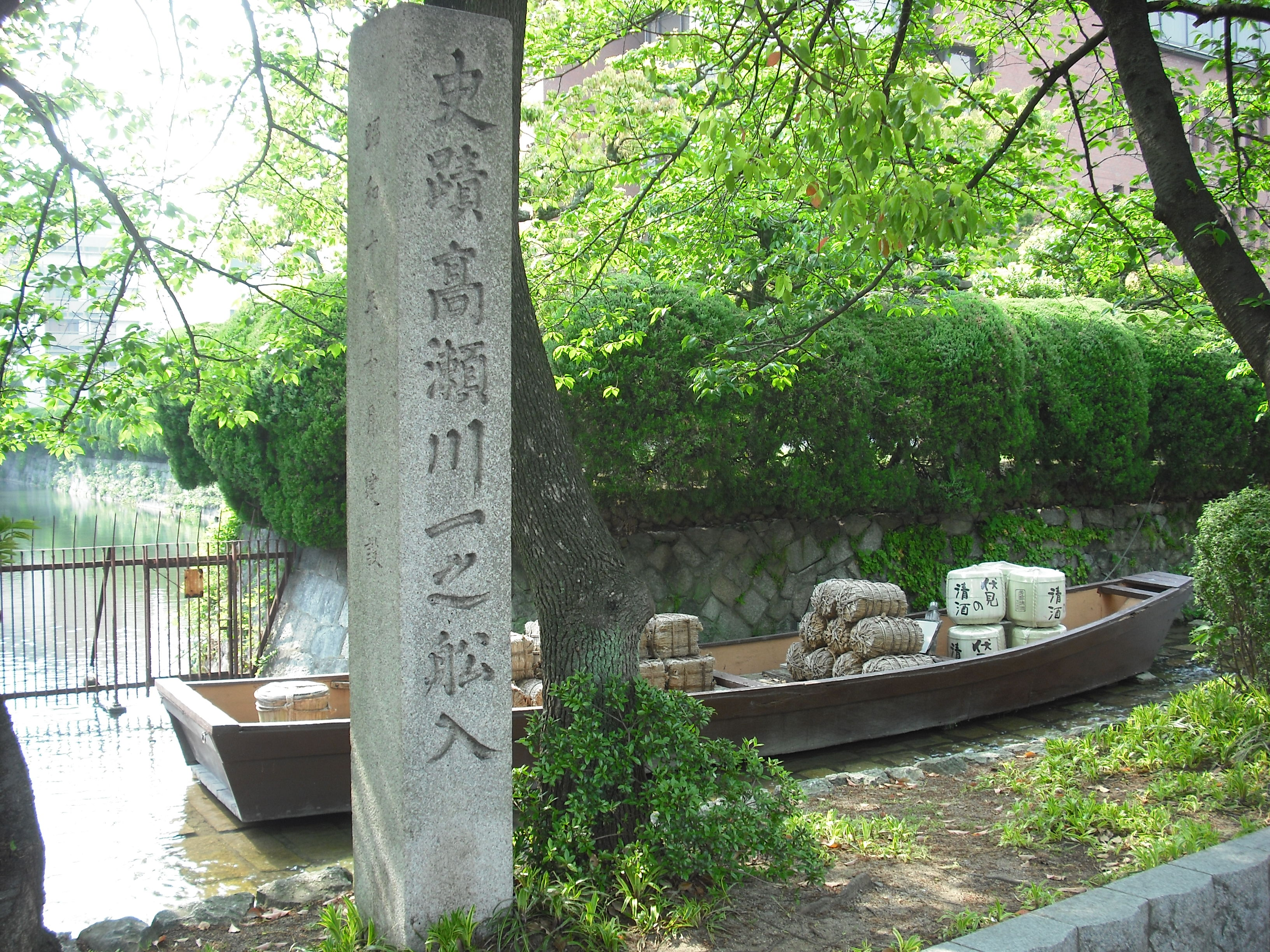
高瀨川

角倉了以（1554年—1614年8月17日）是日本戰國・江戶時代初期的京都豪商。

## 概要
角倉家本姓「吉田氏」，是佐佐木氏的分家。了以和安南國進行朱印船貿易，蓄積財富。投入私財在山城（京都）的大堰川開削高瀨川，創建大悲閣千光寺，以弔念在河川開削工事中亡故的人。又受幕命開削富士川、天龍川等。在京都和琵琶湖疏水的設計者田邊朔郎共同作為「水運之父」而有名。
長男角倉素庵、弟吉田宗恂。一族之中還有吉田光由。墓所在京都市嵯峨野的二尊院。

## 關連項目
- 高瀨川二條苑

## 外部連結
- 高瀬川物語 - 角倉了以 （页面存档备份，存于）
- 大悲閣 （页面存档备份，存于）